# Guillermo Silva
Guillermo Silva (10 febbraio 1969) è un ex giocatore di calcio a 5 paraguaiano.

## Carriera
Come massimo riconoscimento in carriera vanta la partecipazione, con la Nazionale di calcio a 5 del Paraguay, al FIFA Futsal World Championship 1992 ad Hong Kong dove la nazionale sudamericana non ha superato il primo turno, eliminata nel girone comprendente Paesi Bassi, Iran e Italia.